# The Carnage Ending
The Carnage Ending è il decimo album del gruppo musicale Sinister, pubblicato nel 2012.

## Tracce
1. Gates of Bloodshed – 1:22
2. Unheavenly Domain – 3:26
3. Transylvania (City of the Damned) – 5:12
4. My Casual Enemy – 5:01
5. Crown of Thorns – 5:17
6. The Carnage Ending – 5:26
7. Oath of Rebirth – 4:06
8. Regarding the Imagery – 3:41
9. Blood Ecstacy – 4:33
10. Defamatory Content – 4:41
11. Final Destroyer – 5:22

## Formazione
- Toep Duin - batteria
- Aad Kloosterwaard - voce
- Bastiaan Brussaard - chitarra
- Mathijs Brussaard - basso
- Dennis Hartog - chitarra